# Кауард, Чарльз
Чарльз Джозеф Кауард (англ. Charles Joseph Coward; 1905—1976), также известен, как «Граф Аушвица», британский солдат, который был захвачен немцами в плен во время Второй мировой войны, спасавший евреев из Аушвица.

## В плену и побегах
Чарльз Кауард родился в Англии в 1905 году. Был призван в британскую армию 16 июня 1937 года. В 1940 году, будучи ротным сержантом в 8-м запасном полку королевской артиллерии, Кауард вместе со своим подразделением участвовал в битве за Францию. 25 мая 1940 года попал в плен под Кале. Кауарду совершил две попытки побега, прежде чем его перевели в лагерь военнопленных, а затем совершил ещё семь попыток побега. В одном случае ему удалось получить Железный крест, выдавая себя за раненого солдата в полевом госпитале немецкой армии. Наконец, в декабре 1943 года он был переведён в трудовой лагерь Аушвиц III (Мановиц), расположенный в восьми километрах от более известного лагеря смерти Аушвиц II (Биркенау). Моновиц находился под руководством промышленной компании IG Farben, которая строила там завод по производству синтетического каучука и жидкого топлива. Здесь размещались более 10000 принудительно работающих евреев, а также военнопленных и принудительно согнанных работников со всей оккупированной Европы. Кауард и другие британские военнопленные были размещены в лагере E715. В лагере познакомился с Ицхаком Перским, еврейским заключённым из Палестины. Перский, отец Шимона Переса, который впоследствии стал президентом Государства Израиль, был захвачен немцами в апреле 1941 года в Греции. Ицхак Перский также имел историю попыток побегов из плена. После того как попал в плен и его конвоировали в лагерь, он спрыгнул с поезда и долгое время прятался в горах. Греческие монахи, жившие в горных монастырях, иногда давали ему немного еды, но после доноса он был схвачен немцами. После этого он снова бежал из плена и в очередной раз был пойман.
Знакомство с Перским привело к совместному побегу из лагеря. Они оба вырыли туннель и бежали, украв одежду и выдавая себя за немцев. Ицхак Перский, который говорил по-немецки, сказал своему другу, чтобы он притворился немым, чтобы его английский акцент не выдал их. Они сели в поезд, чтобы добраться до швейцарской границы, но немецкая полиция арестовала их. Кауард попытался заговорить, и полиция обнаружила, что они беглецы. Они оба были заключены в карцер, а затем отправлены в лагерь для пленных в Польше E715 недалеко от Аушвиц, который был частью лагеря Моновиц. Лагерь Моновиц был одним из лагерей в лагерном комплексе Аушвица и действовал как трудовой лагерь для фабрики Buna компании IG Farben. Там принудительно работало около 10000 еврейских заключённых, и ещё от 1200 до 1400 британских пленных содержались в этом лагере.
Благодаря знанию немецкого, Кауард был назначен представителем Красного Креста. Поэтому ему было разрешено относительно свободно передвигаться по лагерю и близлежащим городкам. Вскоре Кауард узнал о существовании лагеря смерти Аушвиц- Биркенау, и о массовом истреблении евреев. Он наблюдал прибытия поездов с евреями в лагерь смерти и видел селекцию, для разделения евреев на каторжные работы или в газовые камеры Биркенау.

## Спасение евреев
Ужасы, которые происходили у него на глазах, побудили Чарльза Кауарда проявить инициативу и предпринять что-то для спасения евреев. Кауард с помощью ряда заключенных, в том числе Ицхака Перского, разработал метод покупки трупов еврейских заключенных из Биркенау в обмен на продукты из посылок Красного Креста, которые он передавал нацистским охранникам. Он складывал трупы на обочине дороги в крематорий и вытаскивал из марша смерти такое же количество евреев как и кол-во трупов, тем самым обеспечив сохранение кол-ва заключённых. Из-за того что конечная точка была крематорием исчезновение заключенных не стало известно.
Кауард провозил контрабандой еду и продукты в лагерь и даже передал заключенным динамит, чтобы попытаться взорвать крематории и газовые камеры. Кауард также отправлял зашифрованные сообщения на родину в своих письмах из плена, в них он передавал детали содержания британских военнопленных. Однажды Кауард подкупил капо, который помог ему проникнуть в лагерь смерти в одежде заключенного, Кауард разыскивал британского военного врача по имени доктор Карл Спербер, которого вывели из подводной лодки, который, поскольку он был евреем, был отделен от остальных заключенных, проведя ужасную ночь в одном из бараков заключенных, Кауард вернулся в лагерь, так и не найдя доктора среди тысяч заключенных.
В декабре 1944 года, когда Красная Армия приближалась к Аушвицу, Кауард вместе с остальными военнопленными был переведен в лагерь для военнопленных Шталаг B-IIV в Ламсдорфе на юго-западе Польши, а в январе 1945 года военнопленные были отправлены в Баварию, где и были освобождены союзными войсками.

## После войны
После освобождения Чарльз Кауард вернулся в Лондон и начал работать на мебельном заводе. Кауард стал известен, как человек, которому удалось спасти около 400 еврейских заключенных из Биркенау. Кауард выступил в качестве свидетеля на Нюрнбергском процессе. В своих показаниях он описал условия содержания в лагере Моновиц, положение военнопленных, тяжелое положение еврейских заключенных, а также расположение газовых камер.
В 1947 году Ицхак Перский, его тогдашний друг по плену, попросил власти Британского мандата получить лицензию на ввоз дерева в страну, но получил отказ. Когда Кауард услышал об этом, он связался с правительственными чиновниками в Соединённом Королевстве, и через несколько дней Ицхака Перского вызвали в правительственные учреждения в Иерусалиме, где сказали, что предоставляют ему лицензию импортера.
В 1953 году Кауард выступил в суде в качестве свидетеля Норберта Вуллхейма. Норберт Вуллхейм истребовал в суде компенсации, будучи еврейским заключенным и работая во время ВМВ на каторжных работах в IG Farben. Франкфуртский суд принял его иск и присудил компенсации, что стало прецедентом для тысяч других исков работников того времени, которые также получили компенсацию.
В 1960 году BBC транслировала передачу «Это ваша жизнь» о Чарльзе Кауарде и с его участием.
В 1965 году Чарльз стал первым британским гражданином, получившим звание «Праведник народов мира» от имени Яд Вашем.

## Книга
В 1954 году в Лондоне была опубликована книга, рассказывающая об истории Чарльза Кауарда в плену, под названием «Пароль — героизм». Автор книги, Джон Кастелл, что является псевдонимом двух писателей Рональда Пейна и Джона Гаррода, которые описали жизнь Кауарда с его слов. Книга имела большой успех и на протяжении многих лет была неоднократно переиздана. На иврите книга была опубликована в 1963 году. Поскольку книга содержит историю о Кауаурде, как он её рассказал её авторам, издатель решил указать его в качестве автора на обложке книги.

## Фильм
В 1962 году был выпущен британский фильм, основанный на книге «Пароль — героизм». Фильм вышел под тем же названием. В роли Чарльза Кауарда в британском фильме был Дерк Богард, который был одной из самых популярных британских кинозвезд. В фильме появился короткий эпизод (камео), с участием самого Чарльза Кауарда, он также был техническим консультантом во время производства фильма.

## Визит Кауарда в Государство Израиль
В 1962 году состоялась премьера фильма «Пароль — героизм». Британка по имени Энн Росс написала письмо президенту Израиля Ицхаку Бен Цви, в котором предложила пригласить Кауарда посетить Израиль. Письмо было отправлено в канцелярию премьер-министра, и под его влиянием Сионистская Федерация Соединённого Королевства решила организовать визит Кауаурда в Израиль. Посольство Израиля в Лондоне взяло на себя финансированием поездки.
3 ноября 1962 года Чарльз Кауард прибыл в Израиль. В аэропорту его встретил его друг Ицхак Перский. В Доме Соколова в Тель-Авиве была организована вечеринка в честь Чарльза Кауарда в присутствии министра Иосифа Альмоги, который также встретился с Кауардом в лагере, будучи британским военнопленным из Палестины. Альмоги, в своем приветствии гостя заявил, что, если 1500 заключенных-евреев смогли сохранить человеческий образ в плену на протяжении четырёх лет, это не в последнюю очередь благодаря помощи британских заключенных. Он отметил сопротивление британских заключенных постоянному давлению немецкой антисемитской пропаганды. На вечеринке присутствовал также Песах Борнштейн, председатель Организации нацистских заключенных, который отметил, что часть взрывчатки для подрыва крематориев Аушвица была предоставлена Чарльзом Кауардом в августе 1944 года. В тот же день Иосиф Альмоги провел обед в отеле «Дан» в честь Чарльза Кауарда, на котором присутствовали представители посольства Великобритании и многие из бывших пленников.
Позже Чарльза Кауарда принимали в кибуце Лохамей-ха-Гетаот, и он был принят президентом Ицхаком Бен-Цви. Кауард встретился со старшеклассниками в одной из старших школ Тель-Авива. Во время одной из встреч он решил не описывать свою историю в плену, но рассказал об образовании и поведении. Студенты спрашивали его об антисемитизме в Британии и его отношении к Германии. Один из студентов спросил его о его отношении к немцам, а Кауард ответил: «Я ненавижу немцев по сей день из-за злодеяний, которые они совершили против евреев. Ни за какие деньги в мире, ни за что не смогу их простить».
Председатель Института «Яд Вашем», доктор Арье Кубови, устроил обед в честь Чарльза Кауарда, на которой присутствовали, в частности, министр Бехор Шалом Шитрит, Моше Шаретт, председатель исполнительного органа Еврейского агентства и генеральный прокурор Гидеон Хауснер. Его визит освещался в одной из вечерних программ Коль Исраэль. Кульминацией визита стала встреча Чарльза Коварда с премьер-министром Давидом Бен-Гурионом 11 ноября 1962 года. В начале декабря Чарльз Кауард вернулся в Лондон.

## Споры после его смерти
Чарльз Кауард умер в 1976 году. После его смерти появились сомнения в достоверности истории спасения евреев. Трудность проистекала из того факта, что никто не остался в живых, чтобы свидетельствовать об их спасении Кауардом. Некоторые из спасенных были схвачены и убиты, а другие разъехались по разным странам. Мнение сомневающихся заключается в том, что он спас множество евреев, но не сотни. Тем не менее в Израиле были обнаружены очевидцы действий Кауарда. Среди них были Ицхак Перский, Йосеф Альмоги и Песах Борнштейн. Тот факт, что организация «Яд Вашем» обыкновенно изучает доказательства задолго до присвоения звания «Праведник народов мира», подтверждает тот факт, что Чарльз Кауард действительно был спасителем многих евреев. Историк Мартин Гилберт — один из тех, кто верил в историю Кауарда. В статье, опубликованной в газете «Гардиан» в 2006 году, он описал Чарльза Кауарда как героя, который спас как минимум 400 евреев.